# Bruce Boxleitner
Bruce William Boxleitner (ur. 12 maja 1950 w Elgin) – amerykański aktor telewizyjny i producent filmowy. Stał się najbardziej znany z seriali telewizyjnych: Jak zdobywano Dziki Zachód (How the West Was Won), Strach na wróble i pani King (Scarecrow and Mrs. King) z Kate Jackson i Beverly Garland oraz Babilon 5.

## Życiorys

### Wczesne lata
Urodził się w Elgin w stanie Illinois jako syn wykwalifikowanego księgowego. Po raz pierwszy trafił na scenę w szkole średniej, gdy wystąpił pomimo mononukleozy zakaźnej w musicalu Henry’ego Higginsa My Fair Lady. To zachęciło go, by kontynuować naukę dramatu w Goodman Theatre.

### Kariera
18 lutego 1973 r. zadebiutował na scenie w Chicago jako Horace Elgin w produkcji broadwayowskiej Status Quo Vadis z udziałem Robertsa Blossoma i Teda Dansona. Potem przeniósł się do Los Angeles i pojawił się gościnnie w serialu Mary Tyler Moore (1973), a także Hawaii Five-O (Hawaje pięć-0, 1974, 1975, 1976), Sierżant Anderson (Police Woman, 1975) i Gunsmoke (1975). W seryjnym westernie ABC Jak zdobywano Dziki Zachód (How the West Was Won, 1977-79) zagrał Luke’a Macahana.
Następnie udało mu się zapewnić stałą pracę w Hollywood w serialach w drugoplanowych rolach nikczemników, jak Charles Trask w telewizyjnej ekranizacji powieści Johna Steinbecka ABC Na wschód od Edenu (East of Eden, 1981) obok Jane Seymour i Timothy’ego Bottomsa. Z pomocą agenta Jaya Bernsteina, Boxleitner stał się sławny dzięki roli pełnomocnika rządu Lee Stetsona w serialu CBS Strach na wróble i pani King (Scarecrow and Mrs. King, 1983–87).
W 1989 wystąpił w teledysku gwiazdy country – Reby McEntire do piosenki pt. „Cathy's Clown”. W 1994 dołączył do obsady serialu Babilon 5 (Babylon 5, 1994-98) jako kapitan John J. Sheridan, prezes Interstellar Alliance, bohater wojenny, który stał się dyplomatą na czele Sojuszuu Stacji Kosmicznej Ziemia w roku 2259. Serial ten emitowany był przez pięć sezonów.
W 1999 został autorem książek sci-fi "Frontier earth" i "Frontier earth: Searcher".

## Życie prywatne
28 maja 1977 poślubił aktorkę Kathryn Holcomb, z którą ma dwóch synów – Sama (ur. 1980 w Los Angeles) i Lee Davisa (ur. 1985). Jednak w 1987 doszło do rozwodu, a synowie zostali przy matce. 1 stycznia 1995 ożenił się po raz drugi z aktorką Melissą Gilbert (znaną z roli Laury Ingalls w serialu NBC Domek na prerii (Little House on the Prairie, 1974-82), mają syna Michaela Garretta (ur. 6 października 1995). Od 1 marca 2011 Gilbert i Boxleitner byli w separacji. 22 sierpnia 2011 r. Gilbert rozwiodła się z Boxleitnerem.

## Filmografia

### Filmy fabularne
- 1980: Kula z Baltimore (The Baltimore Bullet) jako Billie Joe Robbins
- 1982: TRON jako Alan Bradley / Tron
- 1994: Wyatt Earp: Powrót do Tombstone (Wyatt Earp: Return to Tombstone) jako Sam, szeryf Cochise County
- 2000: Doskonała niania (The Perfect Nanny) jako dr Robert Lewis
- 2003: Generałowie (Gods and Generals) jako James Longstreet
- 2004: Postrach z jeziora (Snakehead Terror) jako szeryf Patrick James
- 2010: Tron: Dziedzictwo (Tron: Legacy) jako Alan Bradley

### Filmy TV
- 1980: Hazardzista (Kenny Rogers as The Gambler) jako Billy Montana
- 1983: Strach na wróble i pani King (Scarecrow and Mrs. King) jako Lee Stetson
- 1994: Córka Maharadży (The Maharaja's Daughter) jako Patrick O’Riley
- 2005: Detektyw (Detective) jako Ketledge
- 2006: Ukochana z sąsiedztwa (Falling in Love with the Girl Next Door) jako Frank Lucas

### Seriale TV
- 1973: Mary Tyler Moore jako Rick
- 1974: Hawaii Five-O (Hawaje pięć-0) jako Kenneth Andrew Cam Faraday
- 1975: Sierżant Anderson (Police Woman) jako Ed Krohl
- 1975: Hawaii Five-O (Hawaje pięć-0) jako Kevin Caulder
- 1975: Gunsmoke jako Tobe Hogue
- 1976: Baretta jako Dom
- 1976: Hawaii Five-O (Hawaje pięć-0) jako Paul Colburn
- 1977: Jak zdobywano Dziki Zachód (How the West Was Won) jako Luke Macahan
- 1978: Jak zdobywano Dziki Zachód (How the West Was Won) jako Luke Macahan
- 1979: Jak zdobywano Dziki Zachód (How the West Was Won) jako Luke Macahan
- 1981: Na wschód od Edenu (East of Eden) jako Charles Trask
- 1983-87: Strach na wróble i pani King (Scarecrow and Mrs. King) jako Lee Stetson
- 1991: Opowieści z krypty jako Winton Robbins
- 1994-98: Babilon 5 (Babylon 5) jako Prezydent kapitan John J. Sheridan
- 1998: Dotyk anioła (Touched by an Angel) jako Scott Tanner
- 2000: Po tamtej stronie (Outer Limits) jako senator Wyndom Brody
- 2003: Agent w spódnicy (She Spies) jako Chairman
- 2005: Jordan (Crossing Jordan) jako Foster Eldridge
- 2005: Młodzi muszkieterowie (Young Blades) jako kapitan Martin Duval
- 2005: Pani prezydent (Commander In Chief) jako Tucker Baynes
- 2007: Dowody zbrodni (Cold Case) jako Huck Oberland
- 2008: Herosi (Heroes) – odc. Drugie przyjście jako Governor Malden
- 2008: Herosi (Heroes) jako Robert Malden
- 2012: Świętoszki z Dallas jako Burl Lourd
- 2012−2013: Tron: Rebelia (Tron: Uprising) jako Tron (głos)